# 티나 스미스
크리스틴 엘리자베스 스미스(영어: Christine Elizabeth Smith, 1958년 3월 4일 ~ )은 미국의 정치인으로 미국 미네소타주 연방상원의원이다.

## 학력
- 스탠퍼드 대학교 정치학 학사
- 다트머스 대학교 경영학 석사

## 경력
- 2011.01 ~ 2015.01 미네소타 주지사 비서실장
- 2015.01 ~ 2018.01 제48대 미네소타주 부지사
- 2018.01 ~ 2027.01 제115·116·117·118·119대 미국 미네소타주 연방상원의원

## 역대 선거 결과
| 선거명        | 직책명                    | 대수  | 정당   | 득표율 | 득표수      | 결과 | 당락                     |
| ------------- | ------------------------- | ----- | ------ | ------ | ----------- | ---- | ------------------------ |
| 2014년 선거   | 미네소타 부지사           | 48대  | 민주당 | 50.07% | 988,907표   | 1위  | 미네소타 부지사 당선     |
| 2018년 재선거 | 상원의원 (미네소타 제2부) | 116대 | 민주당 | 52.97% | 1,370,540표 | 1위  | 미네소타주 상원의원 당선 |
| 2020년 선거   | 상원의원 (미네소타 제2부) | 117대 | 민주당 | 48.74% | 1,566,522표 | 1위  | 미네소타주 상원의원 당선 |